# Cannutia (cràter)
Cannutia és un cràter amb coordenades planetocèntriques de 22.36 ° de latitud nord i 218.23 ° de longitud est, sobre la superfície de l'asteroide del cinturó principal (4) Vesta. Fa 17.97 km de diàmetre. El nom fa referència a una verge vestal romana, i va ser adoptat com a oficial per la UAI el cinc de febrer de 2014.